# Championnat d'Inde de football 2011-2012
Navigation
Saison suivante Saison suivante
La saison 2011-2012 du Championnat d'Inde de football est la seizième édition du championnat national de première division indienne. Les quatorze meilleurs clubs du pays prennent part au championnat organisé par la fédération. Les équipes sont regroupées au sein d'une poule unique, où elles rencontrent leurs adversaires deux fois, à domicile et à l'extérieur. À l'issue du championnat, les deux derniers du classement sont relégués et remplacés par les deux meilleurs clubs de deuxième division. Une exception cependant : le club de Pailan Arrows, équipe en développement est assurée de se maintenir parmi l'élite.
C'est le club de Dempo SC qui remporte la compétition après avoir terminé en tête du classement final, avec six points d'avance sur East Bengal Club et neuf sur Churchill Brothers SC. C'est le troisième titre de champion d'Inde de l'histoire du club, en cinq saisons. 

## Les clubs participants
| - Sporting Clube do Goa - Promu de D2 - Kingfisher East Bengal - Churchill Brothers SC - Chirag United Club - Shillong Lajong - Promu de D2 - Pailan Arrows - Prayag United SC | - Mumbai FC - Dempo SC - Hindustan Aeronautics Limited SC - Mohun Bagan - Air India Club - Pune FC - Salgaocar SC |

## Compétition
Le classement est établi sur le barème de points classique (victoire à 3 points, match nul à 1, défaite à 0).

### Classement
| Rang | Équipe                           | Pts | J  | G  | N  | P  | Bp | Bc | Diff |
| ---- | -------------------------------- | --- | -- | -- | -- | -- | -- | -- | ---- |
| 1    | Dempo SC                         | 57  | 26 | 18 | 3  | 5  | 59 | 21 | +38  |
| 2    | East Bengal ClubC                | 51  | 26 | 15 | 6  | 5  | 46 | 22 | +24  |
| 3    | Churchill Brothers SC            | 48  | 26 | 14 | 6  | 6  | 47 | 28 | +19  |
| 4    | Mohun Bagan                      | 47  | 26 | 13 | 8  | 5  | 51 | 32 | +19  |
| 5    | Pune FC                          | 46  | 26 | 13 | 7  | 6  | 44 | 34 | +10  |
| 6    | Salgaocar SCT                    | 44  | 26 | 12 | 8  | 6  | 32 | 19 | +13  |
| 7    | Prayag United SC                 | 42  | 26 | 11 | 9  | 6  | 41 | 29 | +12  |
| 8    | Sporting Clube do GoaP           | 40  | 26 | 11 | 7  | 8  | 53 | 43 | +10  |
| 9    | Air India Club                   | 32  | 26 | 9  | 5  | 12 | 29 | 37 | -8   |
| 10   | Shillong LajongP                 | 28  | 26 | 7  | 7  | 12 | 24 | 44 | -20  |
| 11   | Mumbai FC                        | 24  | 26 | 7  | 3  | 16 | 31 | 52 | -21  |
| 12   | Chirag United Club               | 20  | 26 | 6  | 2  | 18 | 28 | 50 | -22  |
| 13   | Pailan Arrows                    | 16  | 26 | 2  | 10 | 14 | 17 | 40 | -23  |
| 14   | Hindustan Aeronautics Limited SC | 8   | 26 | 1  | 5  | 20 | 19 | 68 | -49  |

|  | Champion d'Inde 2011-2012                                                           |
|  | Qualification pour la Coupe de l'AFC 2013                                           |
|  | Relégation directe en deuxième division                                             |
|  | T : Tenant du titre P : Promu de deuxième division C : Vainqueur de la Coupe d'Inde |

## Bilan de la saison
| Championnat d'Inde de football 2011-2012 |                                  |
| Champion                                 | Dempo SC (3e titre)              |
| Coupes et trophées                       |                                  |
| Vainqueur de la Coupe d'Inde 2011-2012   | East Bengal Club                 |
| Qualifications continentales             |                                  |
| Coupe de l'AFC 2013                      | East Bengal Club                 |
| Coupe de l'AFC 2013                      | Churchill Brothers SC            |
| Promotions et relégations                |                                  |
| Promus en I-League                       | ONGC FC                          |
| Promus en I-League                       | United Sikkim FC                 |
| Relégués en I-League 2e division         | Chirag United Club               |
| Relégués en I-League 2e division         | Hindustan Aeronautics Limited SC |